# Kaffeepulver

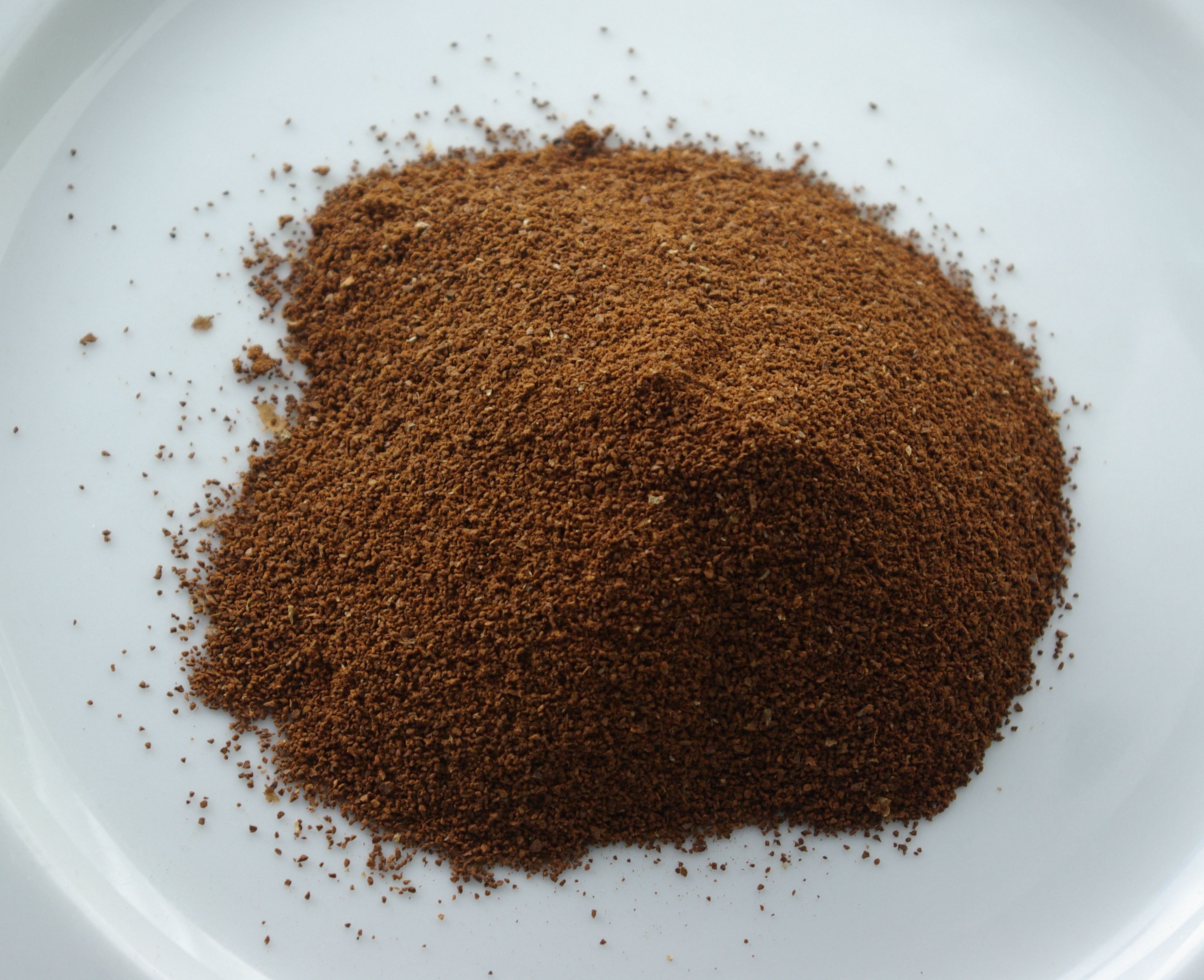
Kaffeepulver

Kaffeepulver oder auch Kaffeemehl entsteht durch das Mahlen von gerösteten Kaffeebohnen.

## Beschreibung
Zum Mahlen von gerösteten Kaffeebohnen werden in der Regel spezielle Kaffeemühlen verwendet. Die Mahlstärke bzw. Feinheit des Pulvers ist abhängig von seiner Verwendung. Je feiner das Mahlergebnis, desto größer ist die Oberfläche bezogen auf das Gewicht und umso schneller werden beim Brühvorgang die Inhaltsstoffe extrahiert. Kaffeepulver für Filterkaffee wird gröber gemahlen als Pulver für türkischen Kaffee (Mokka) oder den mit Druck hergestellten Espresso.
Wichtig ist eine möglichst konstante Korngröße des Pulvers, so dass ein ausgewogenes Brühergebnis erzielt werden kann. Eine zu kleine Körnung kann zur Überextrahierung führen und umgekehrt. Schlagmessermühlen mahlen die Bohnen nicht im eigentlichen Sinne, sondern zerschlagen sie in ihrer Kammer mit einem schnell rotierenden Messer. Dadurch kann man den Mahlgrad nur über die Dauer der Mahlung abschätzen, aber nicht einstellen. Außerdem erhitzt sich das Pulver dabei übermäßig und enthält verhältnismäßig viele feinere Partikel. Ein gleichmäßigeres Mahlergebnis wird durch konische oder flachparallele Mahlwerke erzielt.
| Kaffeemaschine | Perkolator  | Stempelkanne | Kaffee handgefiltert | Mokka (Kaffee)  | Espresso      |
| grob (1 mm)    | grob (1 mm) | grob (1 mm)  | mittel (0,5 mm)      | mittel (0,5 mm) | fein (0,3 mm) |

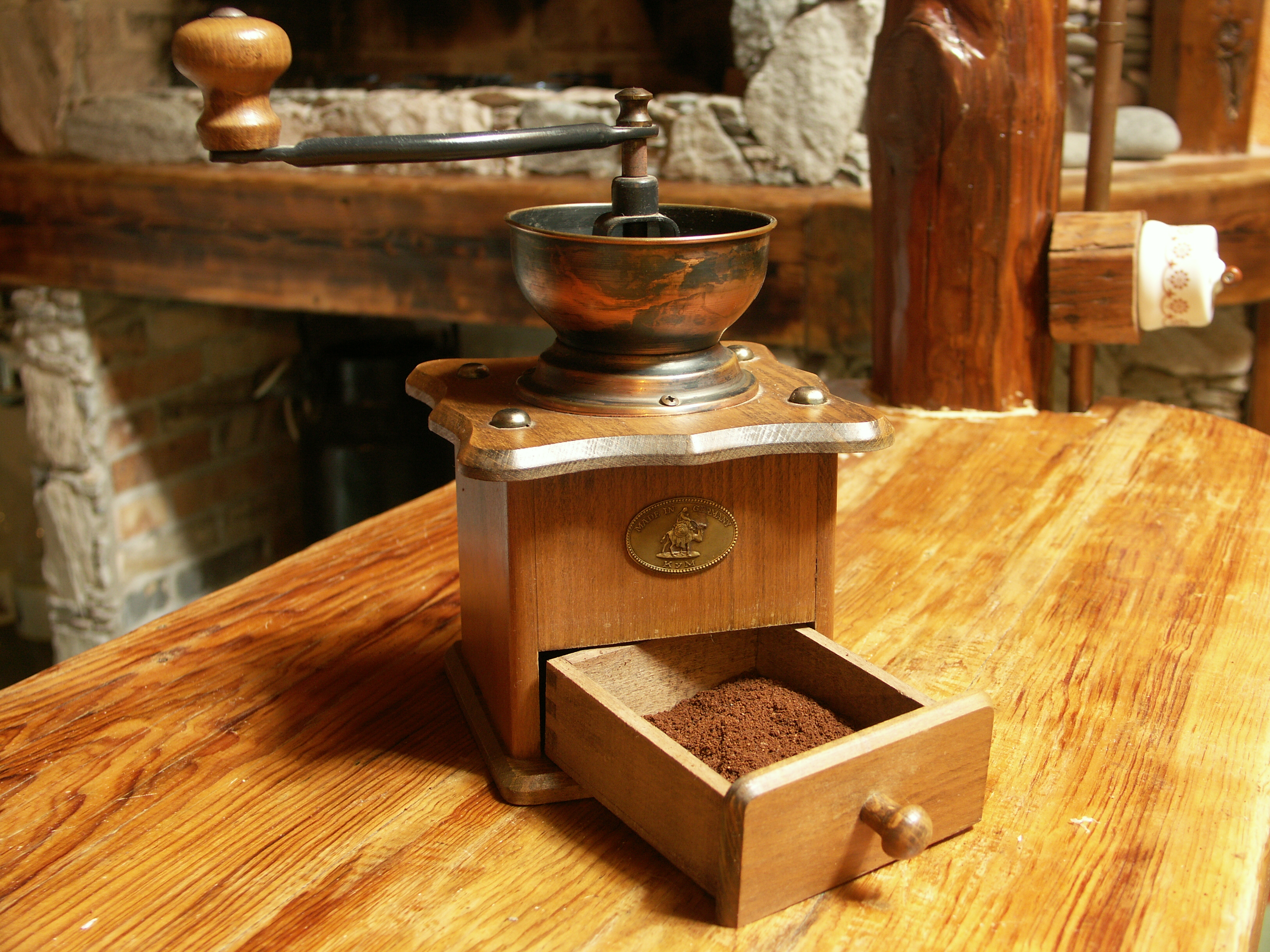
Handkaffee-Mühle mit gemahlenem Kaffeepulver

Faktoren für gutes Kaffeepulver sind:
- konstante Körnung,
- keine Überhitzung des Pulvers durch das Mahlwerk,
- Feuchtigkeit,
- die Bohnenmischung, ihre Qualität und Verarbeitung (Röstung).

Kaffee gibt noch bis zu zwei Monate nach der Röstung Gase ab, darunter hauptsächlich Kohlendioxid. Hochwertige Kaffeeverpackungen besitzen ein Aromaventil, bei dem diese Gase entweichen können. Anders ist es bei verpacktem Kaffeepulver, dieser wird vakuumiert und zusammengepresst, dadurch können die Gase nicht mehr entweichen und der Kaffee verliert an Qualität. Aus diesem Grund empfiehlt es sich, Kaffeepulver immer frisch zu verarbeiten, um konstant guten Kaffee zubereiten zu können.
Vor allem espressofein gemahlenes Pulver verliert innerhalb der ersten Stunden den größten Teil seiner Aromen.